# 放物線軌道

軌道力学において放物線軌道 (ほうぶつせんきどう、parabolic trajectory) とは、ケプラー軌道の中で離心率がちょうど1に等しいような軌道のことである。

## 軌道の形状
放物線軌道の形は次の式で表される。
{\displaystyle r={{h^{2}} \over {G(M+m)}}{{1} \over {1+\cos \theta }}}
ここで
- {\displaystyle r} は中心天体からの距離、
- {\displaystyle h} は中心天体まわりの単位質量あたりの角運動量 (角運動量保存則より定数)、
- {\displaystyle \theta } は近点から測った角度 (真近点離角)、
- {\displaystyle G} は万有引力定数、
- {\displaystyle M} は中心天体の質量、
- {\displaystyle m} は物体の質量

である。
真近点離角 {\displaystyle \theta } が180°に近づくに従って上式の分母が0に近づき、{\displaystyle r} の大きさは無限大へ向かう。

## 軌道のエネルギー
このとき軌道エネルギー (単位質量あたり) は次のように与えられる:
{\displaystyle \epsilon ={v^{2} \over 2}-{G(M+m) \over {r}}=0}
{\displaystyle v} は物体の速度である。

## 軌道の速度
放物線軌道上の物体の速度の大きさは次式 (第二宇宙速度)で表される。
{\displaystyle v={\sqrt {2G(M+m) \over {r}}}}
- {\displaystyle r} は中心天体からの距離、
- {\displaystyle G} は万有引力定数、
- {\displaystyle M} は中心天体の質量、
- {\displaystyle m} は物体の質量

である。
この式から分かるとおり、中心天体からの距離が無限大に向かうに従って、速度の大きさはゼロに漸近する。

## 関連する項目
- 楕円軌道
- 双曲線軌道